# ゴー州
ゴー州(Région du Gôh)はコートジボワール南西部のゴー＝ジブア地方北部の州。
州都はガニョア。
2014年の人口は約87.6万人。

## 地理
- 北：マラウェ州
- 北東：ヤムスクロ
- 東北東：ベーリン州
- 西南西：アニェビ＝ティアサ州
- 南南東：下ジブア州
- 南西：ナワ州
- 北西：高サッサンドラ州

## 行政区画
- Gagnoa
- Oumé